# Lagurini
Lagurini – plemię ssaków z podrodziny karczowników (Arvicolinae) w obrębie rodziny chomikowatych (Cricetidae).

## Zasięg występowania
Plemię obejmuje gatunki występujące w Eurazji.

## Podział systematyczny
Do plemienia należą następujące występujące współcześnie rodzaje:
- Eolagurus Argyropulo, 1946 – stepoleming
- Lagurus Gloger, 1841 – piestruszka – jedynym żyjącym przedstawicielem jest Lagurus lagurus (Pallas, 1773) – piestruszka stepowa

Opisano również rodzaje wymarłe:
- Borsodia Jánossy & Van der Meulen, 1975[8]
- Lagurodon Kretzoi, 1956[9] – jedynym przedstawicielem był Lagurodon arankae (Kretzoi, 1954)